# Gare de Malminkartano
La gare de Malminkartano (en finnois : Malminkartanon rautatieasema,  suédois : Malmgårds  järnvägsstation) est une gare ferroviaire située dans la section Malminkartano du quartier de Kaarela à Helsinki en Finlande.